# Phaeoparia monnei
Phaeoparia monnei är en insektsart som beskrevs av Frédéric Carbonell 2002. Phaeoparia monnei ingår i släktet Phaeoparia och familjen Romaleidae. Inga underarter finns listade i Catalogue of Life.